# Frank Chevallier-Boutell
Frank John Kitchener Chevallier-Boutell García Osorio (Quilmes, 25 gennaio 1879 – Tandil, 24 gennaio 1974) è stato un calciatore argentino con cittadinanza inglese, di ruolo attaccante.

## Biografia
Era figlio di Francis Hepburn Chevallier-Boutell e Rosa Granero. Si sposò con Eva Jessie Cook ed ebbe da lei due figlie, Rose Edna (detta Rosita) e Irene Margaret.

## Caratteristiche tecniche
Giocava come centrocampista (mediano sinistro) o come attaccante (ala sinistra).

## Carriera

### Club
Chevallier-Boutell debuttò nel Lomas nel campionato 1897; giocò il torneo da titolare, scendendo in campo, peraltro, nello spareggio per il titolo contro il Lanús Athletic.
Anche nel 1898 vinse il titolo, sempre come titolare del proprio club; questa volta, fu spostato in una posizione più offensiva, da mediano ad ala sinistra, ruolo che già aveva interpretato alla fine del torneo 1897. Lasciò il Lomas prima del 1906.

## Palmarès

### Club

#### Competizioni nazionali
- Copa Campeonato: 2

Lomas Athletic: 1897, 1898